# NGC 4995
NGC 4995 (również PGC 45643 lub UGCA 329) – galaktyka spiralna z poprzeczką (SBb), znajdująca się w gwiazdozbiorze Panny. Odkrył ją William Herschel 25 kwietnia 1784 roku.